# Trentepohlia (Paramongoma) albitarsis
Trentepohlia (Paramongoma) albitarsis is een tweevleugelige uit de familie steltmuggen (Limoniidae). De soort komt voor in het Oriëntaals gebied.